# Колібрі-голкохвіст чубатий
Колі́брі-голкохві́ст чубатий (Discosura popelairii) — вид серпокрильцеподібних птахів родини колібрієвих (Trochilidae). Мешкає в Андах.

## Опис

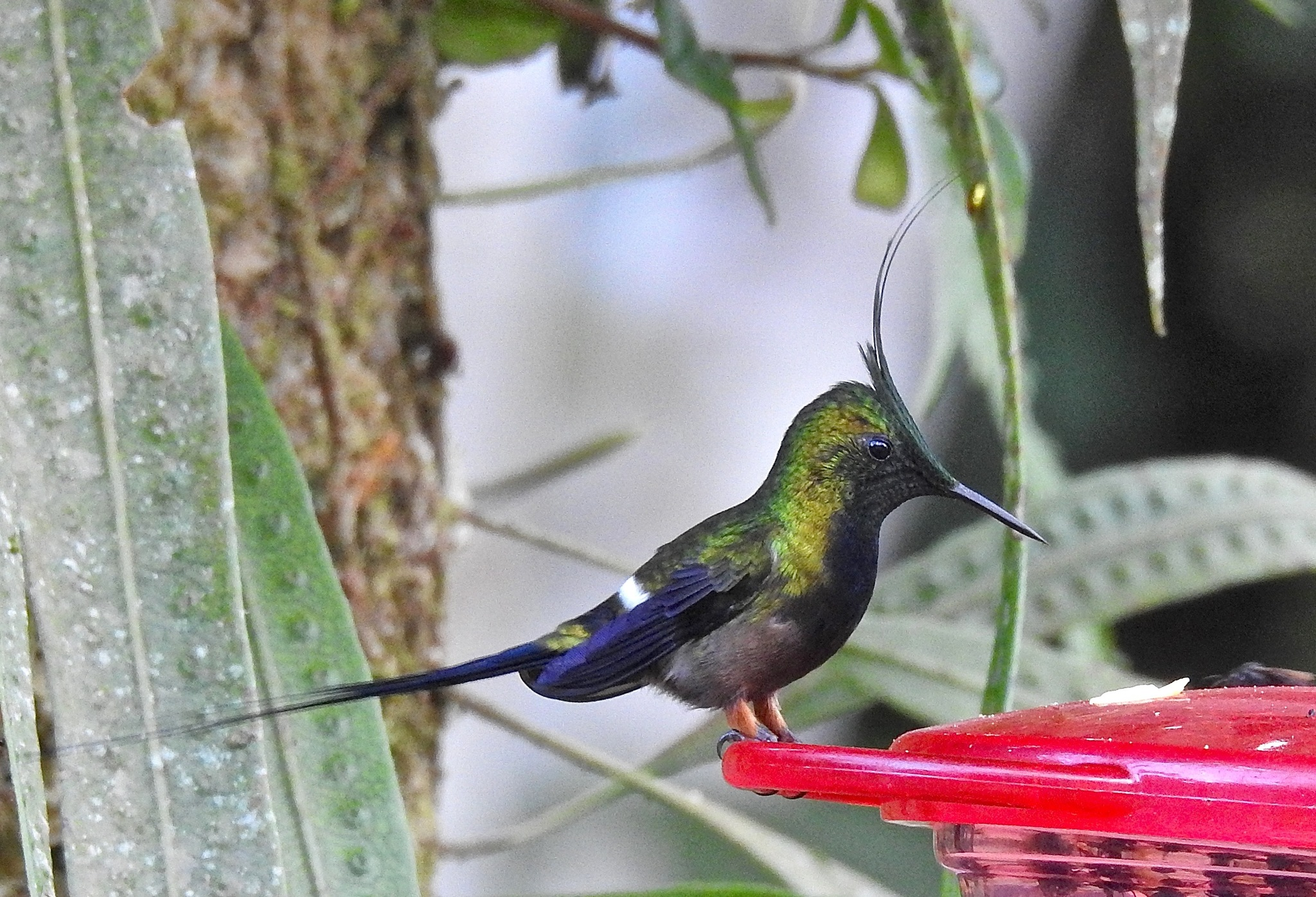
Самець чубатого колібрі-голкохвоста

Довжина самців становить 11,4 см, враховуючи довгий хвіст, довжина самиць 7,5-8,2 см, вага 2,5 г. У самців тім'я зелене, блискуче, вузькі пера на ньому формують чуб. Решта верхньої частини тіла мідно-зелена, на надхвісті поперечна біла смуга. На горлі райдужно-зелений "комір". решта нижньої частини тіла чорна. Боки коричнюваті, поцятковані білими плямами. Хвіст глибоко роздвоєний, стернові пера сталево-сині з помітними білими стрижнями, крайні стернові пера дуже вузькі. Дзьоб короткий, прямий, чорний.
У самиць чуб на голові відсутній. На щоках у них широкі білі смуги. Нижня частина тіла чорна, боки поцятковані білими плямками. Хвіст короткий, легко роздвоєний, стернові пера синювато-чорні з білими кінчиками. Забарвлення молодих птахів подібне до забарвлення самиць.

## Поширення і екологія
Чубаті колібрі-голкохвости мешкають у східних передгір'ях Анд в Колумбії (на південь від Мети), Еквадорі і Перу (на південь до Пуно), а також спостерігалися на північному сході Болівії. Вони живуть у вологих рівнинних і гірських тропічних лісах та на узліссях. Зустрічаються на висоті від 500 до 1500 м над рівнем моря. Ведуть переважно осілий спосіб життя. Живляться нектаром квітучих дерев з роду Inga, а також дрібними безхребетними.